# Manor Creek
Manor Creek är en stad (city) i Jefferson County i delstaten Kentucky, USA. 2010 hade staden 140 invånare.